# Jan Jönsson (fotbollstränare)
Jan Jönsson, född 24 maj 1960, är en svensk fotbollstränare och tidigare fotbollsspelare.
Jan Jönsson hade en framgångsrik spelarkarriär i Halmstads BK innan han blev tränare. Han är den spelare som gjort flest A-lagsmatcher för klubben genom tiderna, 557 stycken varav 217 i Allsvenskan. Han spelade även för de japanska klubbarna Sanfrecce Hiroshima och Vissel Kobe. Som tränare har han bland annat fört Landskrona BoIS upp i Allsvenskan 2002 och vunnit norska ligan med Stabæk 2008. I november 2014 blev det klart att han tar över som tränare i Halmstads BK. Säsongen 2015 slutade Halmstad näst sist och blev relegerade till Superettan. Den 20 november 2016 avancerade laget återigen till Allsvenskan efter att slagit ut Helsingborgs IF i kval på Olympia.
I juli 2017 blev han klar som tränare i Sanfrecce Hiroshima, en klubb som han tidigare själv spelat i. I december 2017 bytte han klubb i Japan och blev klar för Shimizu S-Pulse.

## Klubbar
- Halmstads BK (1978–1992)
- Sanfrecce Hiroshima (1993)
- Vissel Kobe (1995–1996)

## Tränarkarriär
- Ljungskile SK (1998–2000)
- Landskrona BoIS (2001–2004)
- Stabæk Fotball (2005–2010)
- Rosenborg Ballklub (2011–2012)
- Aalesunds FK (2013–2014)
- Halmstads BK (2015–2017)
- Sanfrecce Hiroshima (2017)
- Shimizu S-Pulse (2018–2019)
- Stabæk Fotball (2019–2021)